# Raymond L. Schrock
Raymond L. Schrock (2 de fevereiro de 1892 – 12 de dezembro de 1950) foi um roteirista estadunidense da era do cinema mudo. Ele escreveu para 155 filmes entre 1915 e 1950.
Raymond L. Schrock nasceu em Goshen, Indiana e morreu em Hollywood, Califórnia, de um ataque cardíaco.

## Filmografia selecionada
- 1916 The Gentle Art of Burglary
- 1919 Help! Help! Police!
- 1922 I Am the Law
- 1923 Kindled Courage
- 1923 The Gentleman from America
- 1923 Shootin' for Love
- 1923 Out of Luck
- 1923 The Thrill Chaser
- 1924 Hook and Ladder
- 1924 Ride for Your Life
- 1925 The Phantom of the Opera
- 1929 Burning the Wind
- 1933 Hell Below
- 1936 Sitting on the Moon
- 1939 Secret Service of the Air
- 1942 Wild Bill Hickok Rides
- 1944 Minstrel Man
- 1946 Gas House Kids